# Lê Quốc Sản
Lê Quốc Sản là một sĩ quan cấp cao trong Quân đội nhân dân Việt Nam, hàm Thiếu tướng, nguyên Phó Tư lệnh Quân khu 9, Tư lệnh Quân khu 8 (1974-1975).

## Tiểu sử
Thiếu tướng Lê Quốc Sản có bí danh là Tám Phương. Ông sinh năm 1920 tại xã Hải Anh, huyện Hải Hậu, tỉnh Nam Định.

Ông mất năm 2000. Hưởng thọ 80 tuổi.

## Tóm tắt quá trình hoạt động:
- Ông nhập ngũ tháng 4 năm 1945, gia nhập Đảng Cộng sản Việt Nam từ năm 1945.

Chân dung Thiếu tướng Lê Quốc Sản (1920-2000)

- Tháng 8 năm 1945, ông chỉ huy Quân giải phóng của Việt kiều ở Savanakhet (Lào).
- Tháng 5-1946, có lệnh tập hợp quân giải phóng chiến đấu ở Lào, ông Dương Tự Cẩm cùng các ông Nguyễn Chánh, Lê Quốc Sản, Đỗ Huy Rừa được giao nhiệm vụ tổ chức, huấn luyện. Tại chiến khu Noọng-ke, trong vòng 10 ngày, đã lựa chọn và tập trung được hơn 400 chiến sĩ trong số những người tình nguyện từ các cơ sở Việt kiều, thành chi hội Trần Phú. Lê Quốc Sản làm Chi đội phó Chi đội Trần Phú cùng chi đội từ Thái Lan về Việt Nam tham gia kháng chiến. Sau khi về nước Chi đội Trần Phú lấy tên là Chi đội Hải ngoại 4.
- Từ năm 1947 đến năm 1954, ông hoạt động ở chiến trường Nam Bộ; làm Trung đoàn phó, Trung đoàn trưởng, Liên trung đoàn trưởng rồi Tỉnh đội trưởng tỉnh Vĩnh Trà.
- Năm 1954, ông tập kết ra miền Bắc, làm Trưởng phòng Phòng Bờ biển, Trung đoàn trưởng Trung đoàn 50 thuộc Quân khu Tả Ngạn.
- Năm 1961, ông trở lại chiến trường Nam Bộ, làm Chỉ huy trưởng Quân khu 8.
- Từ năm 1972 đến năm 1975, ông làm Phó Tư lệnh rồi Tư lệnh Quân khu 8.
- Trong Chiến dịch Hồ Chí Minh lịch sử ông là Phó Tư lệnh cánh quân Tây Tây Nam tức đoàn 232-lực lượng tương đương một quân đoàn tăng cường.
- Từ tháng 5 năm 1976 đến năm 1980, ông làm Phó Tư lệnh Quân khu 9.
- Từ năm 1980 đến năm 1987, ông chuyển sang làm công tác tổng kết chiến tranh.
- Ông được phong quân hàm Thiếu tướng năm 1974,

## Huân huy chương
Ông được Nhà nước Việt Nam tặng thưởng: Huân chương Độc lập hạng nhất, 02 Huân chương Quân công hạng nhất, Huân chương Chiến thắng hạng nhất, Huân chương Kháng chiến hạng nhất và nhiều huân, huy chương khác.